# Lactama

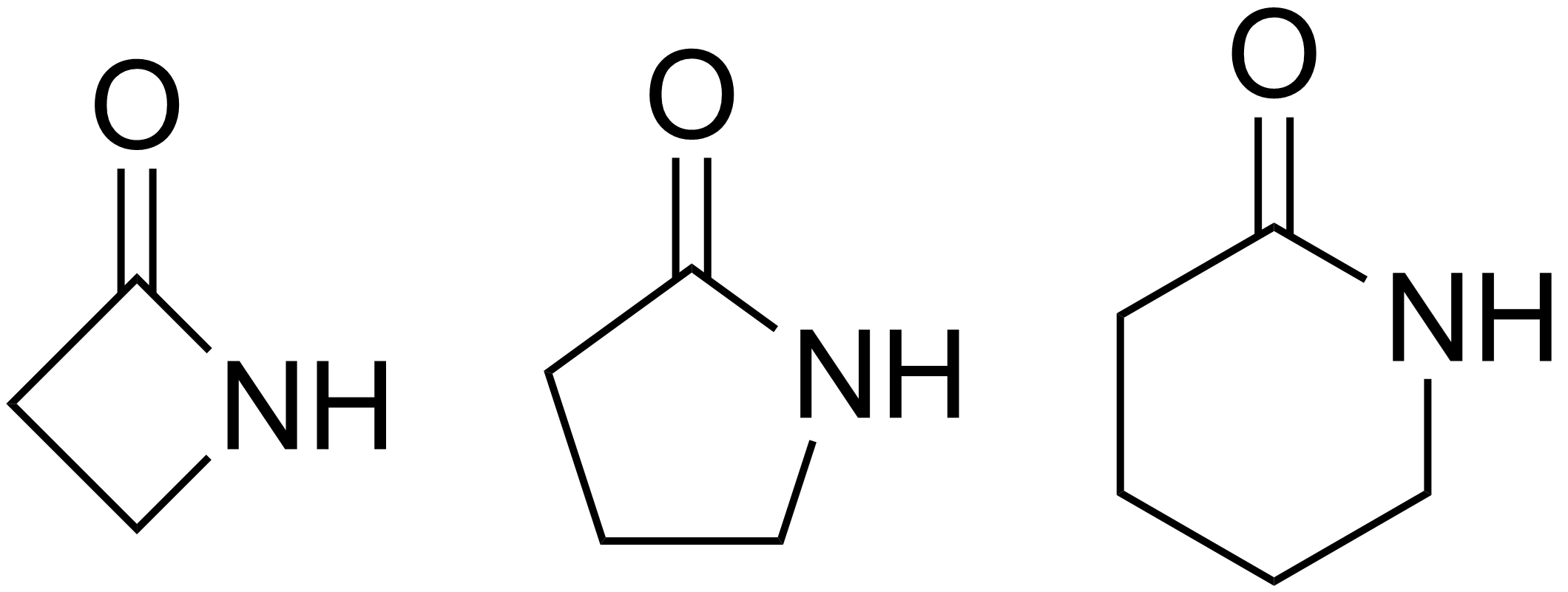
Da esquerda para a direita, estruturas gerais de uma β-lactama, uma γ-lactama e uma δ-lactama.

Uma lactama (o nome é um "portmanteau" das palavras lactona + amida) é uma amida cíclica. Prefixos indicam o tamanho do anel: β-lactama (4 átomos), γ-lactam (5 átomos), δ-lactama (anel de 6 átomos). Eta ordem na nomenclatura é porque beta β, gama γ e delta δ são a segunda, terceira e quarta letras em ordem alfabética do alfabeto grego, respectivamente.

## Síntese
Métodos sintéticos gerais existem para a síntese orgânica de lactamas.
- Lactamas formadas pelo rearranjo catalisado por ácido de oximas no rearranjo de Beckmann.
- Lactamas formadas de cetonas cíclicas e amônia na reação de Schmidt.
- lactamas formadas da ciclização de amino-ácidos.
- Em "iodolactamização" [1] um íon imínio reage com um íon halônio formado in situ pela reação de um alceno com iodo.

- Lactamas formadas por catalise com cobre em cicloadição 1,3-dipolar de alcinos e nitronas na reação de Kinugasa.

## Reações
- Lactamas podem polimerizar-se à poliamidas.